# Amr Rida Ramadan Husajn
Amr Rida Ramadan Husajn (arab. عمرو رضا رمضان حسين; ur. 26 sierpnia 1997) – egipski zapaśnik walczący w stylu wolnym. Dwukrotny olimpijczyk. Zajął siódme miejsce w Tokio 2020 w kategorii 74 kg i dwunaste w Paryżu 2024 w tej samej wadze.
Zajął siódme miejsce na mistrzostwach świata w 2023 roku. 
Wygrał igrzyska śródziemnomorskie w 2022. Złoty medalista igrzysk afrykańskich w 2023 i brązowy w 2019. Złoty medalista mistrzostw Afryki w 2019, 2022 i 2023; srebrny w 2018 i brązowy w 2016, 2017 i 2020. Złoty medalista mistrzostw arabskich w 2018, 2019 i 2021. Mistrz Afryki juniorów w 2016 i 2017 roku.